# Phạm Huỳnh Tam Lang
Phạm Huỳnh Tam Lang (Tiền Giang, 14 de febrero de 1942 - Ho Chi Minh, 2 de junio de 2014) fue un entrenador y jugador de fútbol vietnamita que jugaba en la demarcación de defensa.

## Biografía
Debutó como futbolista en 1957 a los 15 años de edad con el Ngôi sao Chợ Lớn. También jugó en clubes de menor nivel como el Việt Nam Thương, Tín o el AJS, hasta que en 1978 llegó al Cảng Sài Gòn, club en el que se retiró un año después. Su mayor éxito llegó después cuando el mismo club en el que se retiró lo fichó como entrenador en 1983. Entrenó al club durante 25 años, llegando a ganar cuatro V-League, una V-League 2 en 2004, y dos Copa de Vietnam.
Además fue galardonado por la AFC con una medalla por su dedicación durante 50 años en el fútbol y en Vietnam.
Falleció el 2 de junio de 2014 en el Hospital Cho Ray tras sufrir un derrame cerebral a los 72 años de edad.

## Selección nacional
Fue convocado por primera vez con la selección de fútbol de Vietnam del Sur en 1966, llegando a ganar la Pestabola Merdeka ese mismo año.

## Clubes

### Como futbolista
| Club             | País    | Año         |
| ---------------- | ------- | ----------- |
| Ngôi sao Chợ Lớn | Vietnam | 1957 - 1960 |
| Việt Nam Thương  | Vietnam | 1960 - 1961 |
| Tín              | Vietnam | 1961 - 1975 |
| AJS              | Vietnam | 1975 - 1978 |
| Cảng Sài Gòn     | Vietnam | 1978 - 1979 |

### Como entrenador
| Club         | País    | Año         |
| ------------ | ------- | ----------- |
| Cảng Sài Gòn | Vietnam | 1983 - 2008 |

## Palmarés

### Campeonatos nacionales
| Título          | Club                | País    | Año  |
| --------------- | ------------------- | ------- | ---- |
| V-League        | Ho Chi Minh City FC | Vietnam | 1986 |
| V-League        | Ho Chi Minh City FC | Vietnam | 1994 |
| V-League        | Ho Chi Minh City FC | Vietnam | 1997 |
| V-League        | Ho Chi Minh City FC | Vietnam | 2002 |
| V-League 2      | Ho Chi Minh City FC | Vietnam | 2004 |
| Copa de Vietnam | Ho Chi Minh City FC | Vietnam | 1992 |
| Copa de Vietnam | Ho Chi Minh City FC | Vietnam | 2000 |